# Ince Castle
Ince Castle är ett slott i Storbritannien.   Det ligger i grevskapet Cornwall och riksdelen England, i den södra delen av landet, 300 km väster om huvudstaden London. Ince Castle ligger 26 meter över havet.
Terrängen runt Ince Castle är platt. Havet är nära Ince Castle åt sydväst. Runt Ince Castle är det ganska tätbefolkat, med 120 invånare per kvadratkilometer. Närmaste större samhälle är Plymouth, 7,8 km öster om Ince Castle. Trakten runt Ince Castle består i huvudsak av gräsmarker.